# 新宿狂詩曲
『新宿狂詩曲』（シンジュクラプソディー）は、2006年12月6日にスターチャイルドから発売されたangelaのトリビュートミニアルバム。

## 解説
『ライオン丸G』のエンディング楽曲を2曲収録したトリビュートアルバムだが、これはオリジナルアルバムなどでの作風とは違うものを作りたいという想いから。グランドキャバレー風の音楽に仕上げた。

## 収録曲
- （全曲）作詞：atsuko、作曲：atsuko・KATSU、編曲：KATSU

1. 接触 [2:11]
2. 人生遊戯 [3:55]
テレビ東京系特撮ドラマ『ライオン丸G』第3話 - 12話エンディングテーマ
3. 僕の両手 [5:01]
4. 鳥 [3:16]
テレビ東京系 ドラマ『ライオン丸G』第1、2話エンディングテーマ
5. 独り [3:45]
6. 月の無い夜 [4:10]
7. 移り気 [3:53]